# Mor včelího plodu
Mor včelího plodu (Histolysis infectiosa perniciosa larvae apium, Pestis americana larvae apium) je závažné onemocnění včelích larev. Nemoc způsobuje bakterie Paenibacillus larvae (White, 1904). Jeho odolné spory přežívají v půdě a kontaminovaných porézních předmětech (dřevo, plasty) i mnoho desítek let.  

## Výskyt
Mor včelího plodu je rozšířen po celém světě. V Česku se díky radikálním postupům při tlumení nákazy podařilo výskyt choroby snížit na desetiny procenta stanovišť včelstev.

## Původce
Jediným původcem moru včelího plodu je mikrob Paenibacillus larvae larvae tyčinkovitého tvaru dlouhý 2,5–8,5 μm. Pohyb umožňují dlouhé bičíky vyrůstající po celém povrchu těla. Po určité době života a dělení, tyčinka zduří a vytvoří se vřetenovité nebo kyjovité sporangium a v něm oválná spora o velikosti 1,2–1,9 μm.

## Nákaza

### Šíření
Včelí plod (larvy) se nakazí sporami mikroba v potravě. Spora v žaludku larvy do 24 hodin vyklíčí a rychle se množí. Se vzrůstajícím množstvím patogenu roste i koncentrace toxických enzymů a tělní buňky larvy se doslova rozpouštějí. Rozkládající se tkáňová struktura umožňuje mikrobu pronikat do dalších částí těla larvy. Po zavíčkování buňky hyne larva na celkovou sepsi. Zbytky jejího těla postupně vysychají a mění se v hnědočerný příškvar na dně buňky. Včely se snaží příškvar odstranit a mimoděk roznášejí infekci po plástech.
Dospělé včely jsou vůči nákaze odolné. Spory v jejich žaludku nevyklíčí, uchovají si však životaschopnost. Spolu s výkaly se dostávají mimo tělo a mohou být znovu zdrojem nákazy.
Chorobou oslabené a hynoucí včelstvo provokuje loupeživý nálet cizích včel, a tak se stává potenciálním zdrojem šíření nákazy do dalších včelstev. Loupeží se přenáší naráz velké množství spor, což je jeden z důležitých předpokladů propuknutí nemoci. Přenos nákazy jednotlivými infikovanými zalétnuvšími včelami či trubci nebyl prokázán.

### Klinické příznaky

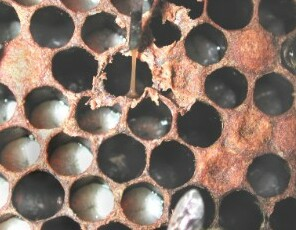
Pohled do napadené buňky – ukázka nitkovité konzistence rozloženého těla včelí larvy

Napadení morem včelího plodu je patrné až po zavíčkování plodu. Víčka nakažených buněk jsou nápadně ztmavlá, propadlá, některá perforovaná. Nemocné larvy ztrácejí charakteristický perleťový lesk mění se postupně na šedobílou, šedožlutou až tmavě hnědou lepkavou hmotu. Napadený plod páchne klihem. Tenkým dřívkem lze z kašovité hmoty vytáhnout až několik cm dlouhou lepkavou nitku. Vyschlé napadené buňky obsahují u dna přilepený hnědočerný příškvar. Hmota příškvaru obsahuje obrovské množství spor P. larvae.
V prvním roce nákazy není nemoc příliš nápadná. Plné propuknutí choroby nastupuje až následující sezónu. Včelstvo postupně slábne a po 3-4 letech hyne; nejčastěji v zimním období.

### Diagnostika
Výskyt moru včelího plodu lze potvrdit pouze profesionální laboratorní diagnostikou. Při podezření na výskyt nutno neodkladně zaslat vzorek plodu k laboratornímu vyšetření.

## Protiopatření

### Likvidace
Při vzniku nákazy příslušné pracoviště Státní veterinární správy ve spolupráci s obecním úřadem:
- vymezí ohnisko a ochranné pásmo v němž nařídí prohlídku všech včelstev pověřeným pracovníkem SVS
- nařídí uzávěru ohniska a ochranného pásma, tzn. zákaz veškerých přesunů včelstev až do odvolání
- nařídí likvidaci nakaženého včelstva resp. včelstev – spálit celý úl včetně usmrcených včel a dalšího obsahu, veškeré nářadí a pomůcky, které přišly do styku s napadeným včelstvem a jsou z hořlavého materiálu, dezinfikovat vše nehořlavé (kovové), asanovat plochu před včelínem, resp. na včelnici.

### Pozorovací doba
Od hlášení posledního výskytu se ponechává jednoroční časový odstup. Ve vhodném období následující vegetační sezóny se provede prohlídka všech plástů v úlech ochranné zóny. Prohlídku provádí způsobilý pracovník veterinární služby. Je-li výsledek prohlídky negativní, prohlašuje se nákaza za zaniklou.